# Santa Cruz de Mompox
Mompox, Mompós of Santa Cruz de Mompox is een gemeente in het Colombiaanse departement Bolívar. De gemeente telt 41.326 inwoners (2005).

De plaats heeft een historisch koloniaal karakter. De in 1537 gestichte stad ligt op 248 kilometer van Cartagena, de hoofdplaats van het departement Bolívar. Er wonen 34.486 Momposinos en Momposinas (2005).

## Geschiedenis
Het gebied waar Mompox ligt, werd bewoond door de zenú, een inheems volk dat in de benedenlopen van de Magdalena en Cauca leefde. De stad werd in 1540 gesticht door Spaanse kolonisten, en speelde in het koloniale Nieuw-Granada een belangrijke rol in de handel. Het verbond de Andes via de rivier Magdalena met de kust en was een doorvoerplaats van tabak, edelmetaal, smokkelwaar en slaven. Er waren een koninklijk munthuis en handelsbanken gevestigd. Op 6 augustus 1810 riep Simon Bolívar hier de onafhankelijkheid van Colombia uit.

## Geografische ligging en klimaat
Mompox ligt op 16 meter boven zeeniveau op het Isla de Mompox, een gebied begrensd door de rivier de Magdalena, Cauca, en wordt mede gevoed door de Cesár. De Magdalena kent een noordelijke arm; de brazo de Mompox, in het zuiden heet deze brazo Quintasol totdat ze de Cauca ontmoet en de Cauca-Magdalena-arm brazo de La Loba genoemd wordt. Deze ontmoet de brazo de Mompox in het noorden en wordt vanaf daar Magdalena genoemd.
Het eiland heeft een oppervlakte van 2832 km² met ongeveer 35.400 inwoners en de jaarlijkse regenval varieert van 1400 mm in Mompox en 3200 mm in Barranco de Loba.
|                        |                                       |
| Topografie van Bolívar | Ligging van Mompox in het departement |

## Werelderfgoed
Het historische centrum staat sinds 1995 op de lijst van werelderfgoederen. Bezienswaardigheden zijn onder andere het oude centrum, de kerken Iglesia de Santa Bárbara, Iglesia de Santo Domingo en Iglesia Santo Agostino, alsmede een standbeeld van Simón Bolívar en de gemeentelijke begraafplaats. In Mompox bevindt zich een botanische tuin; Jardín Botánico de Mompox.

## Afbeeldingen

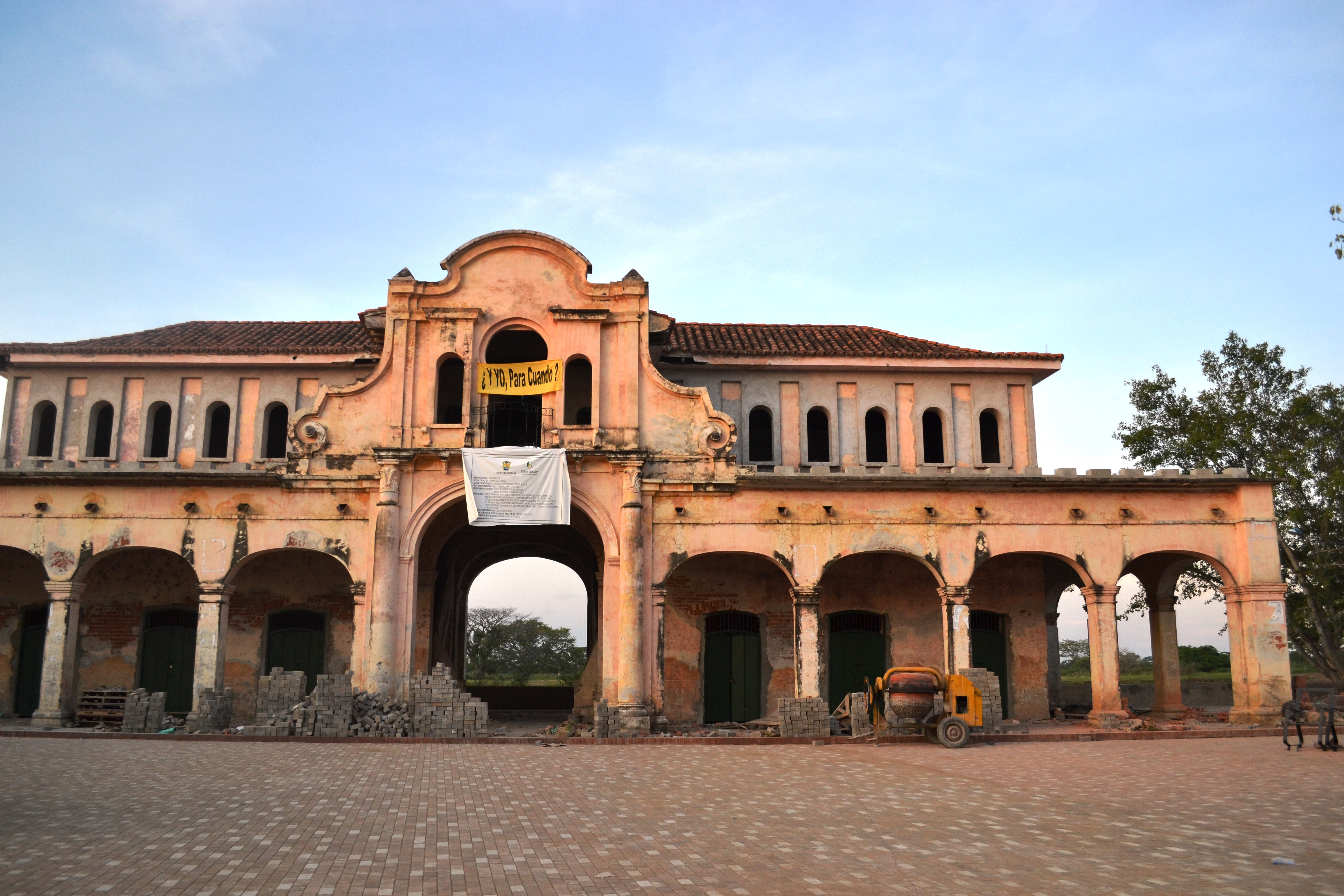
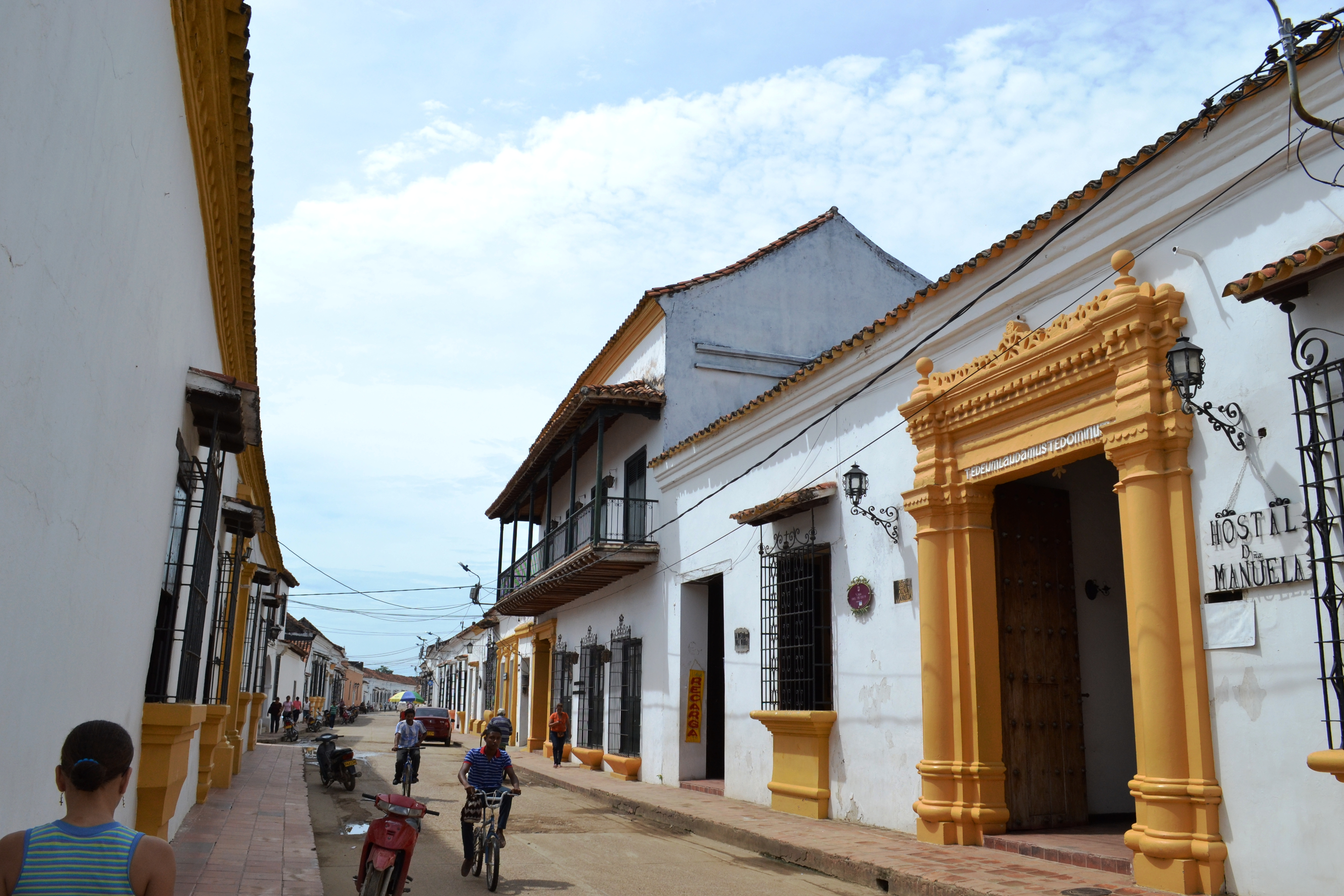
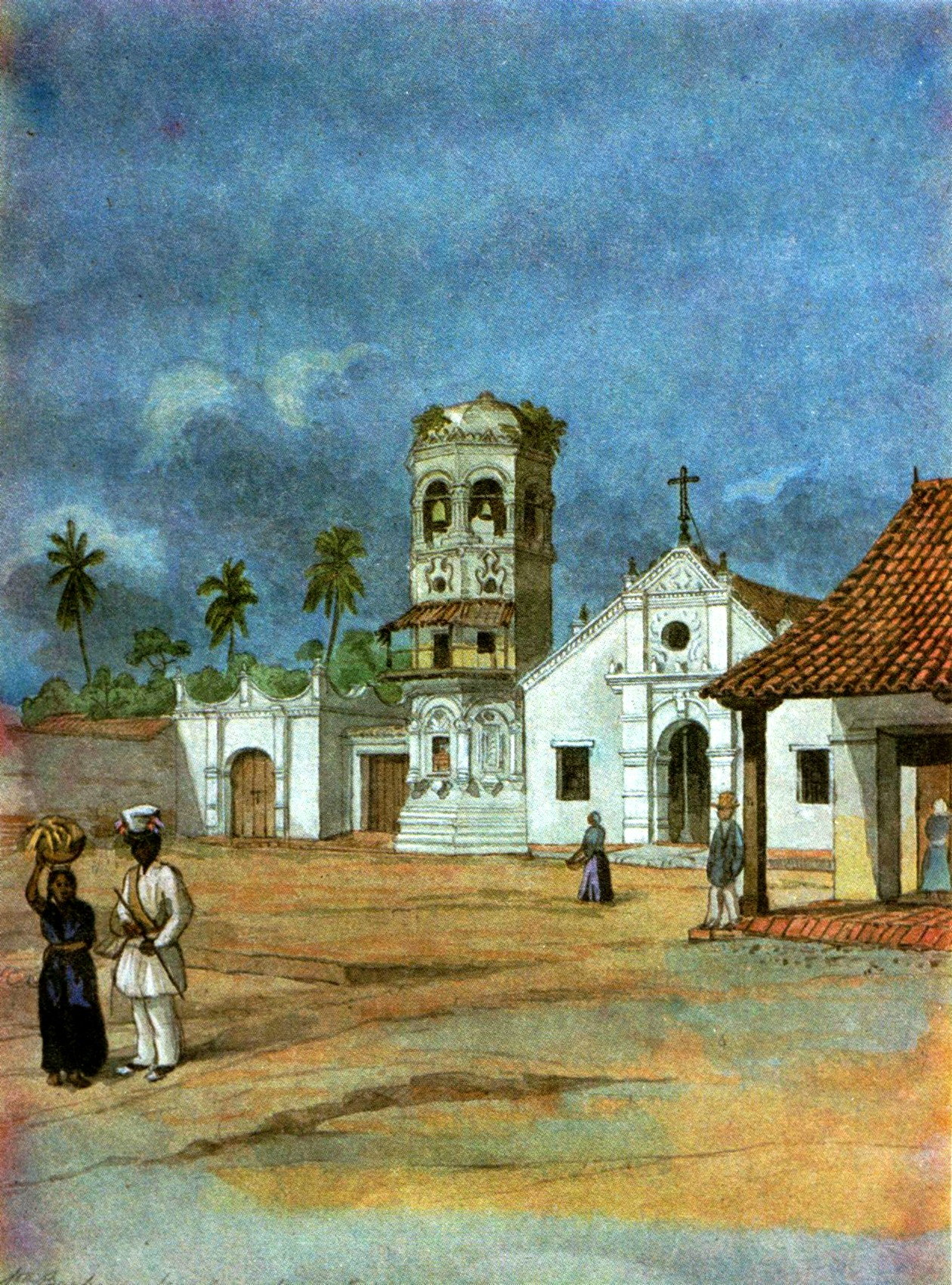
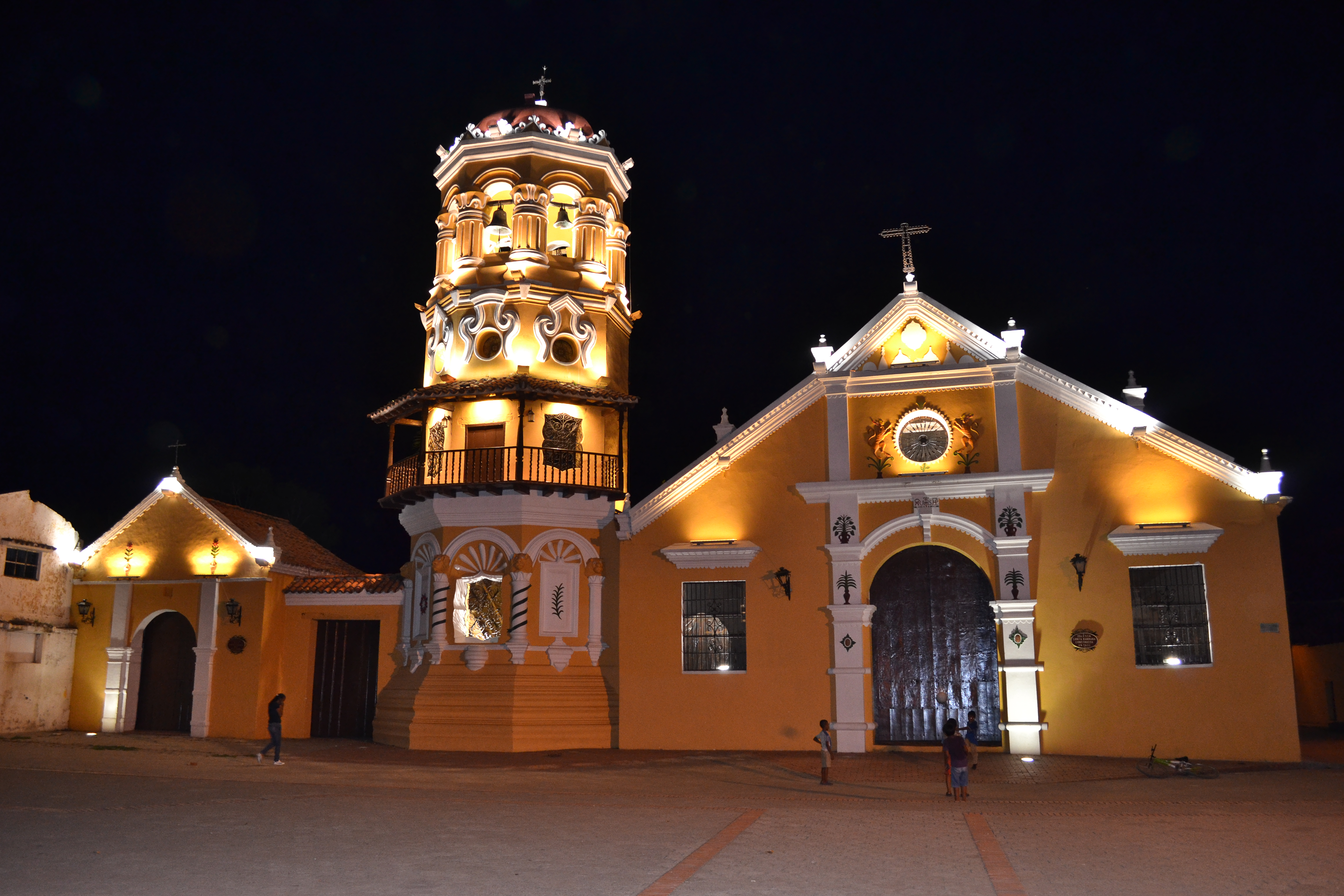
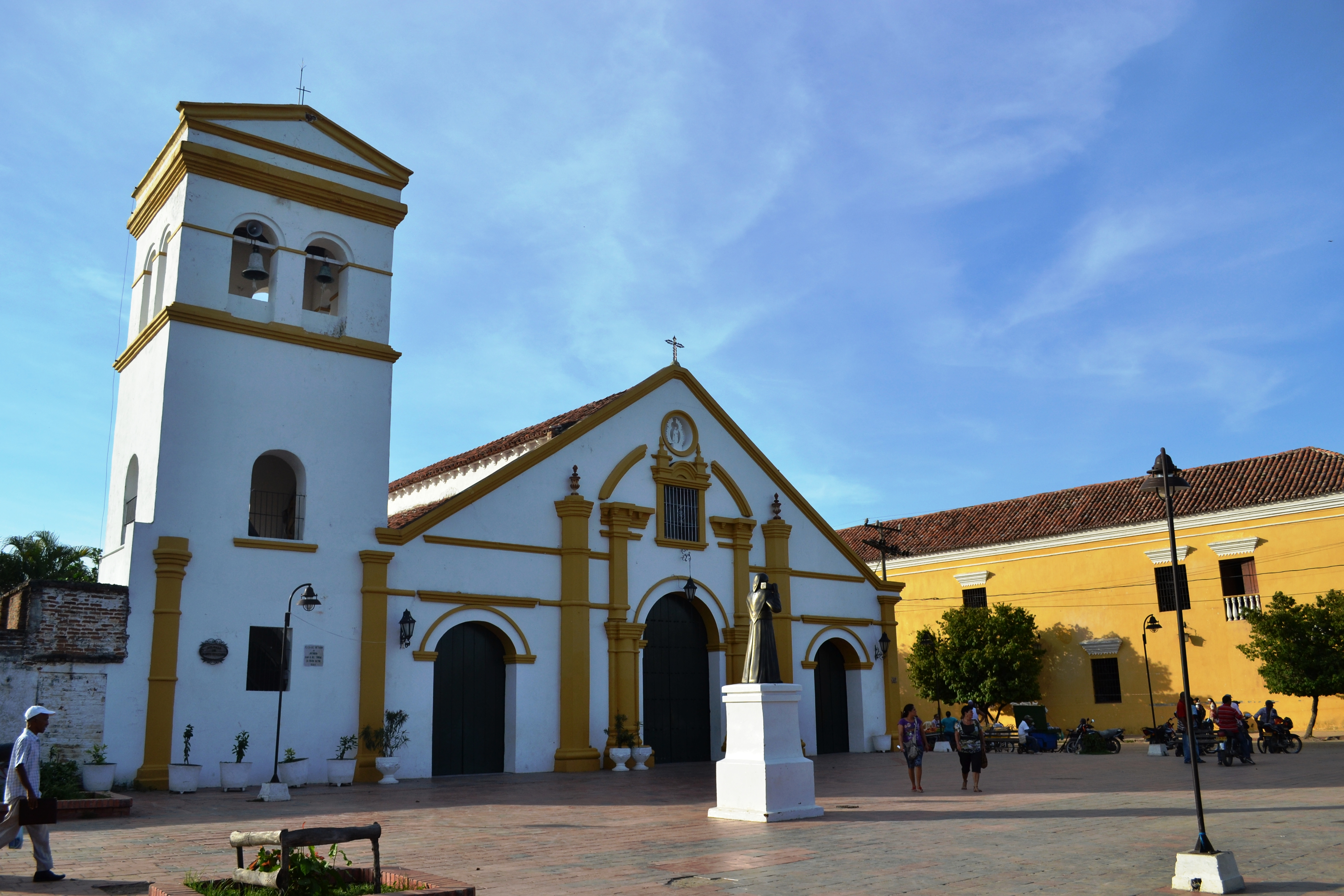
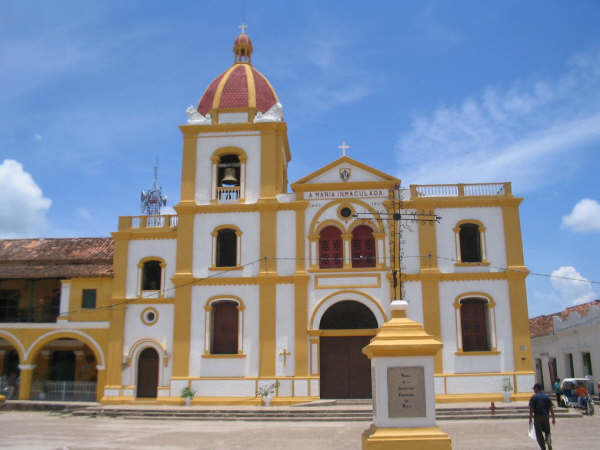
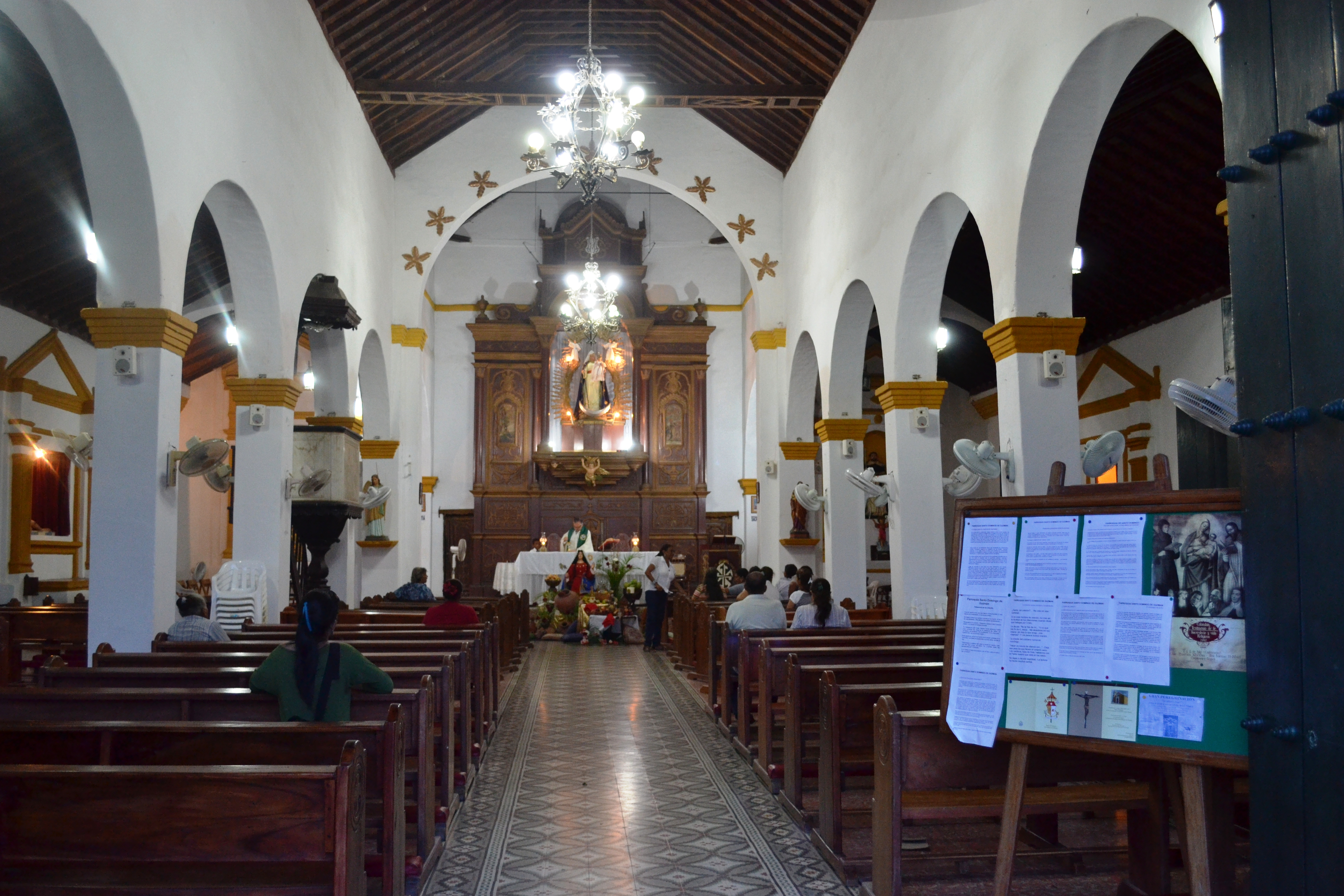
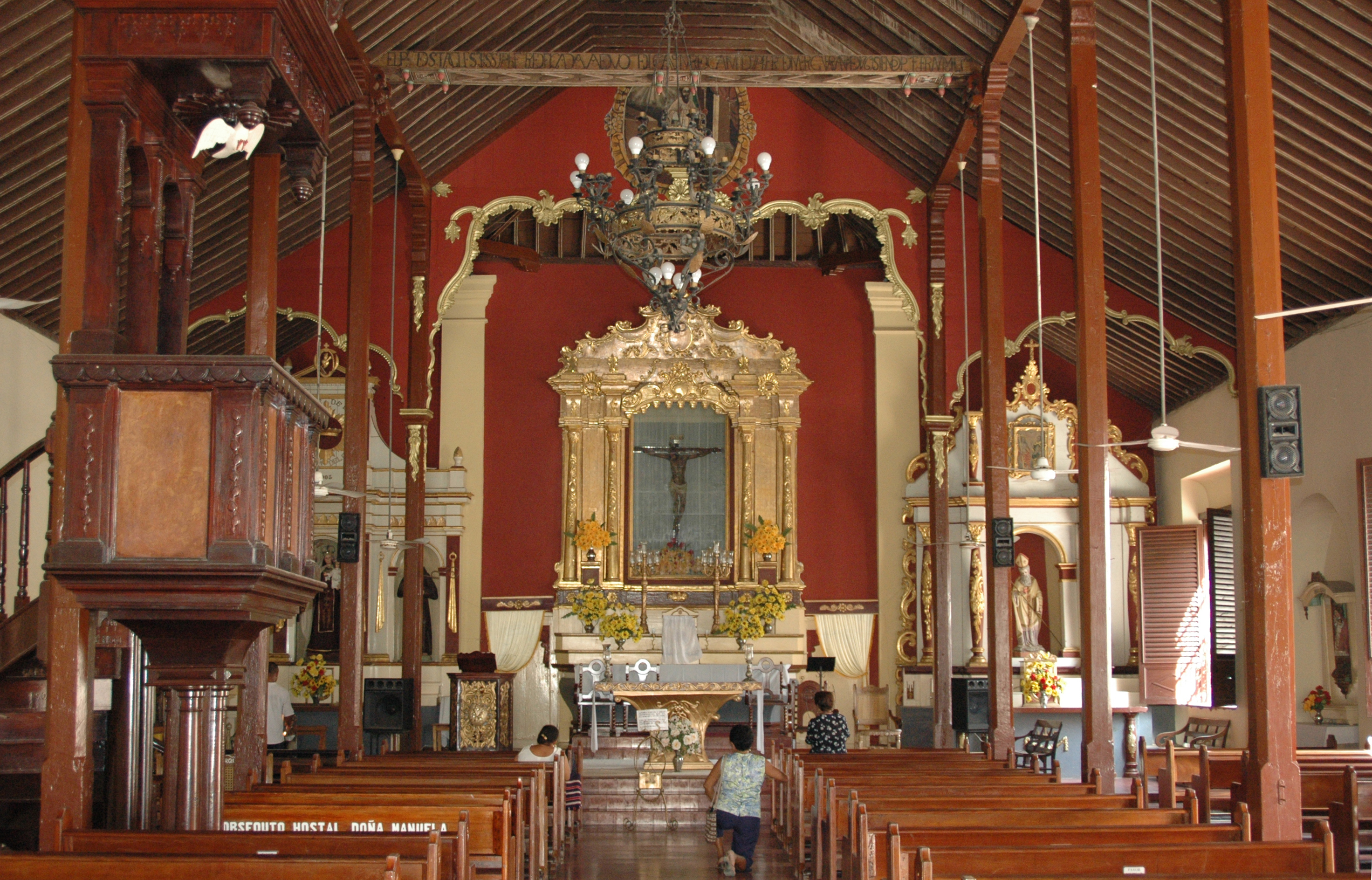
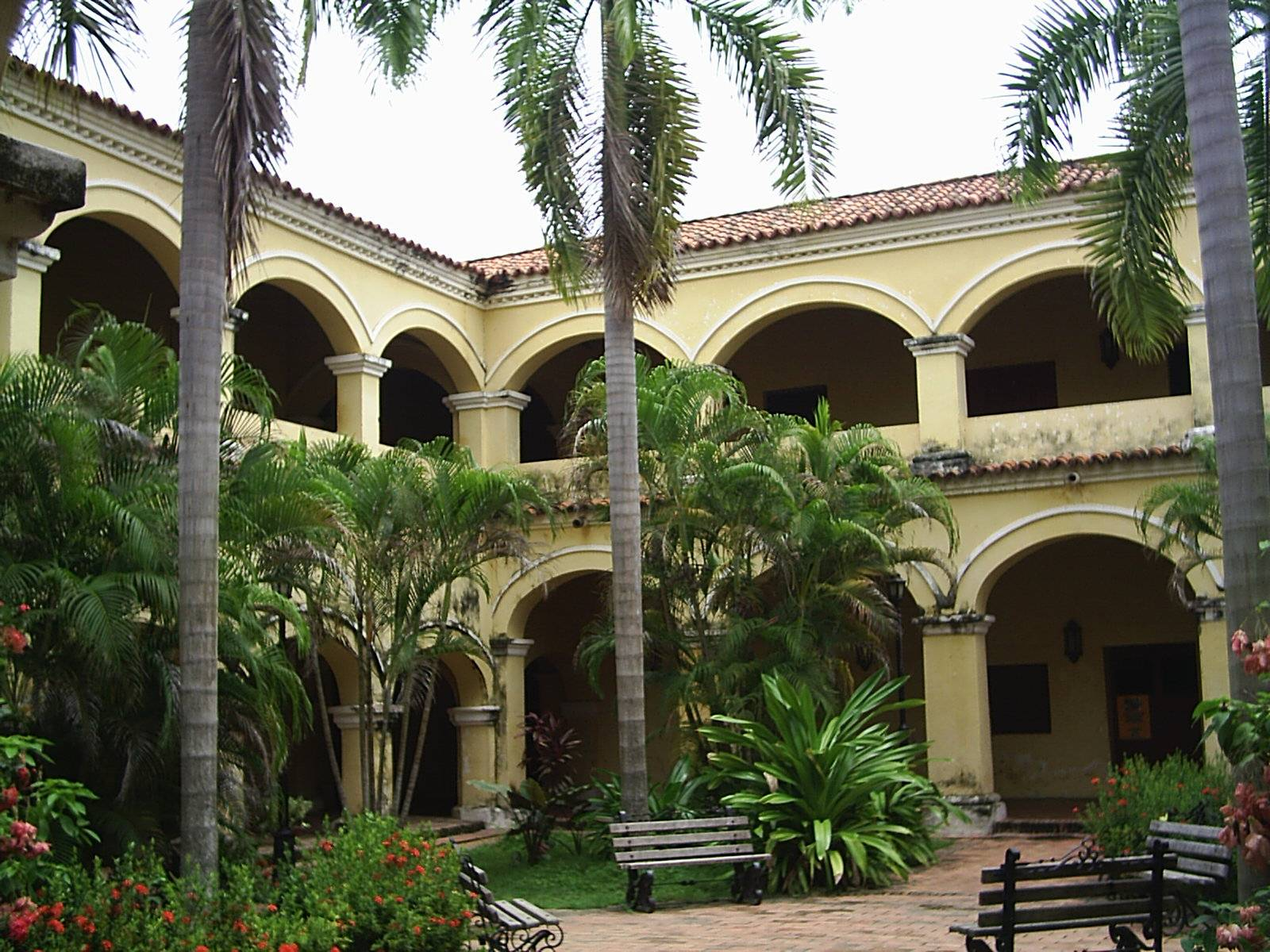
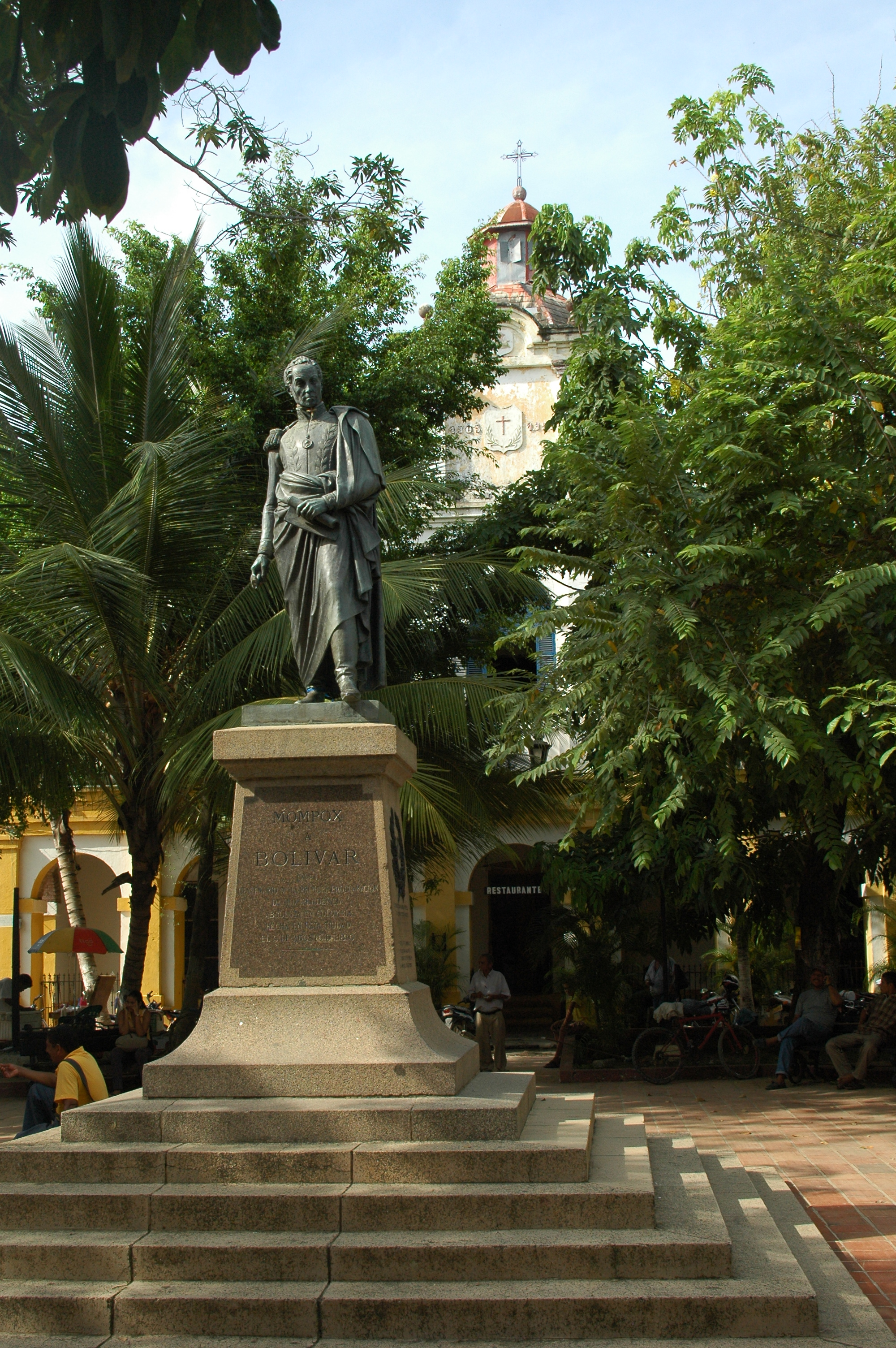
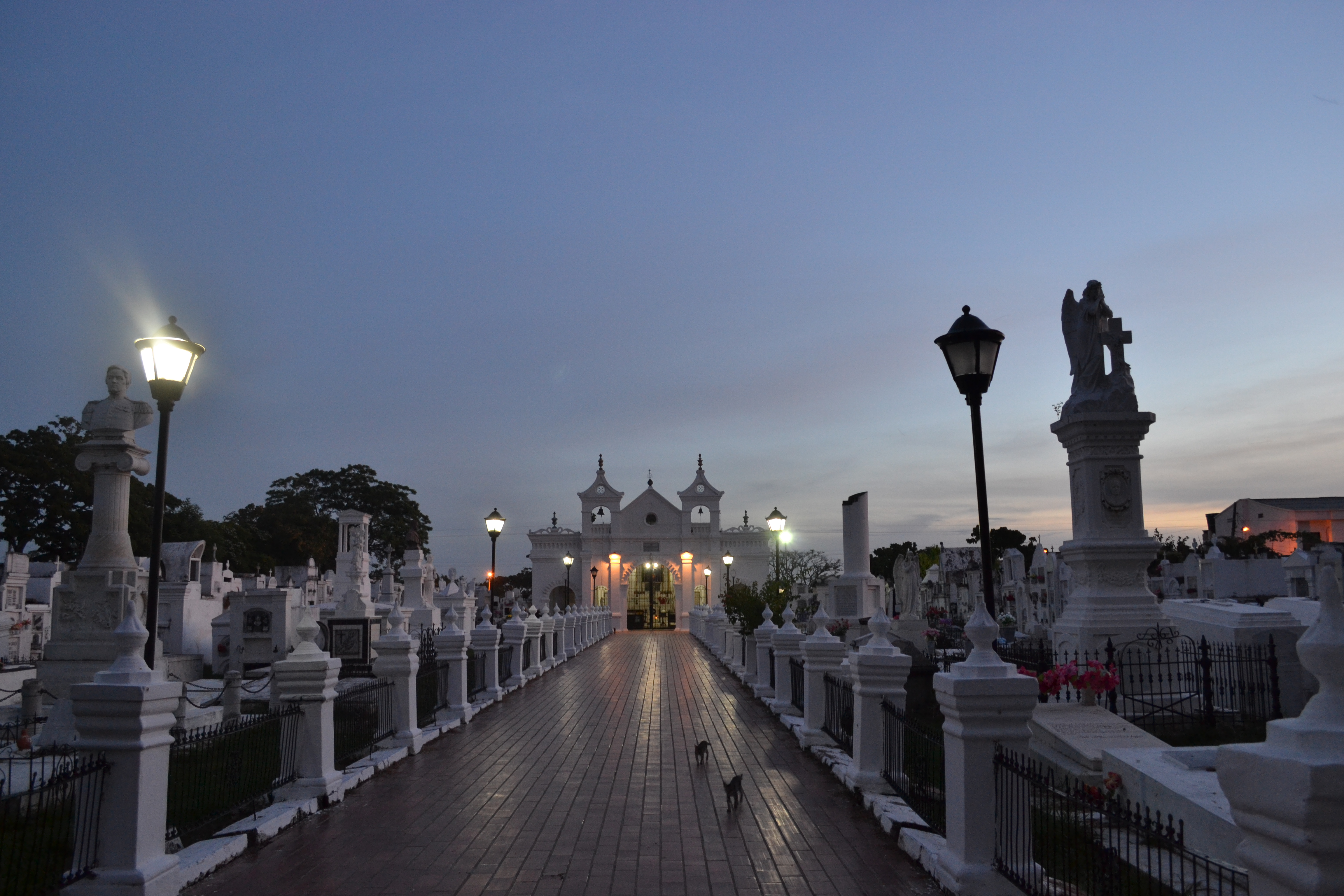
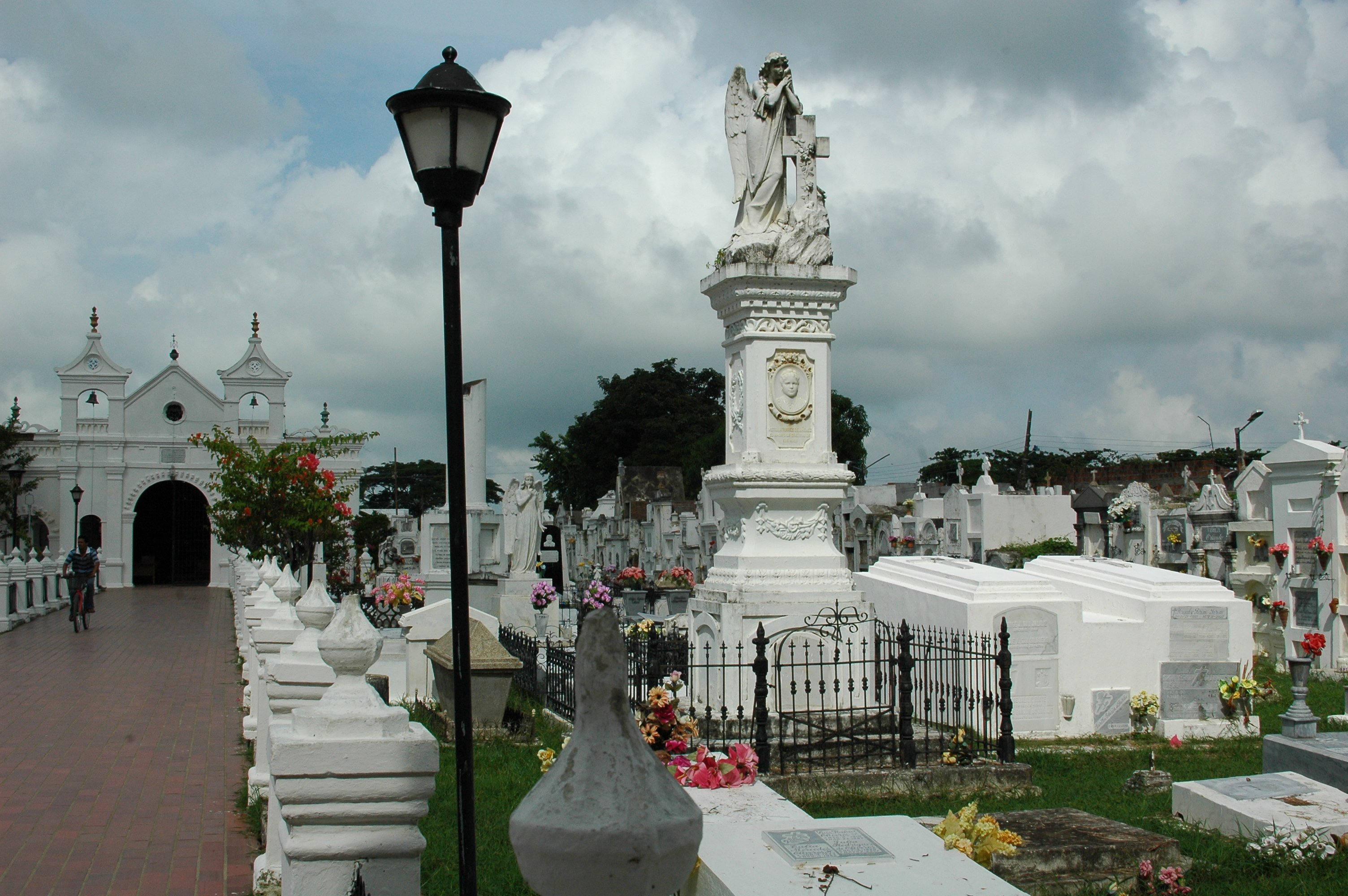
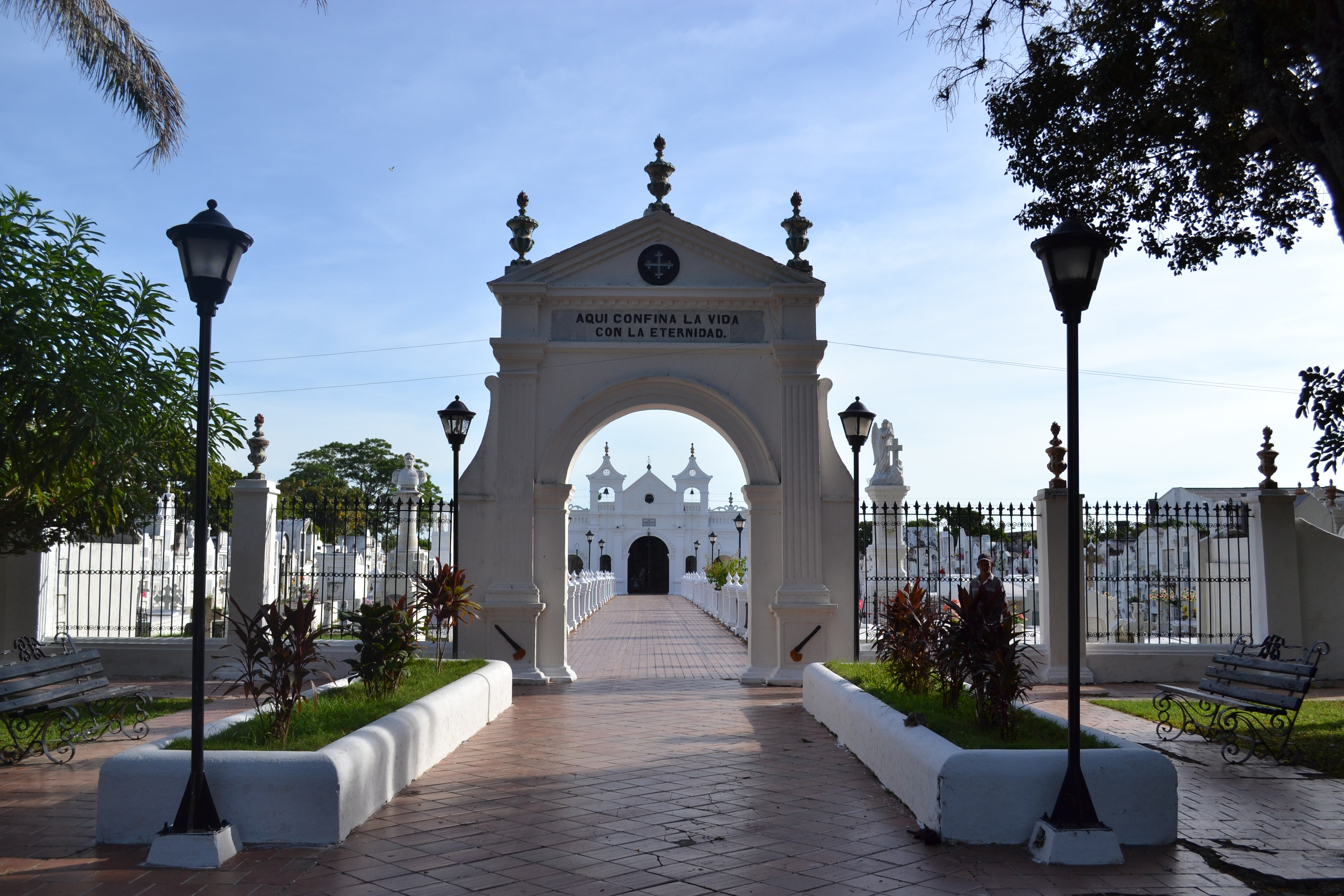
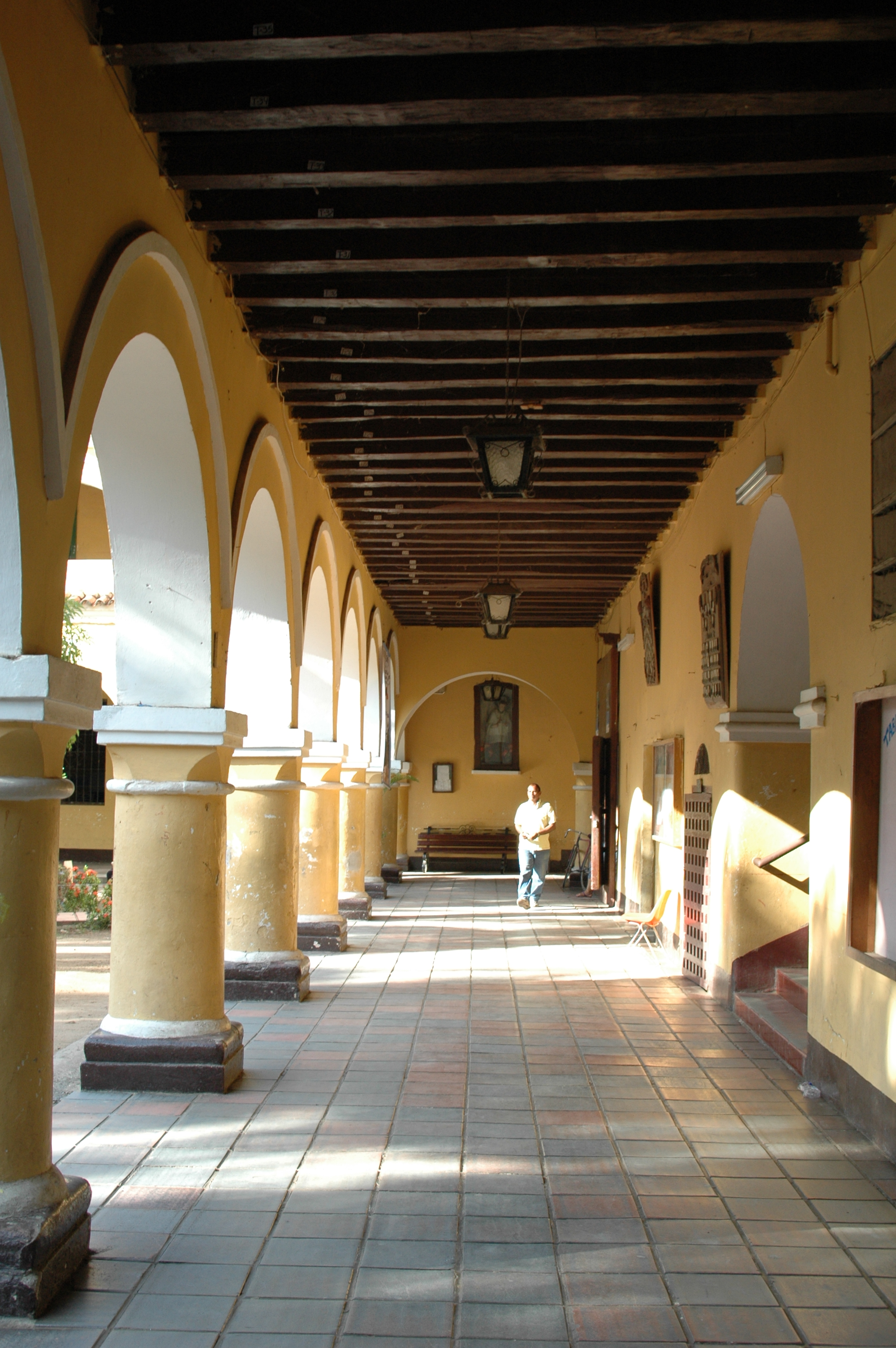
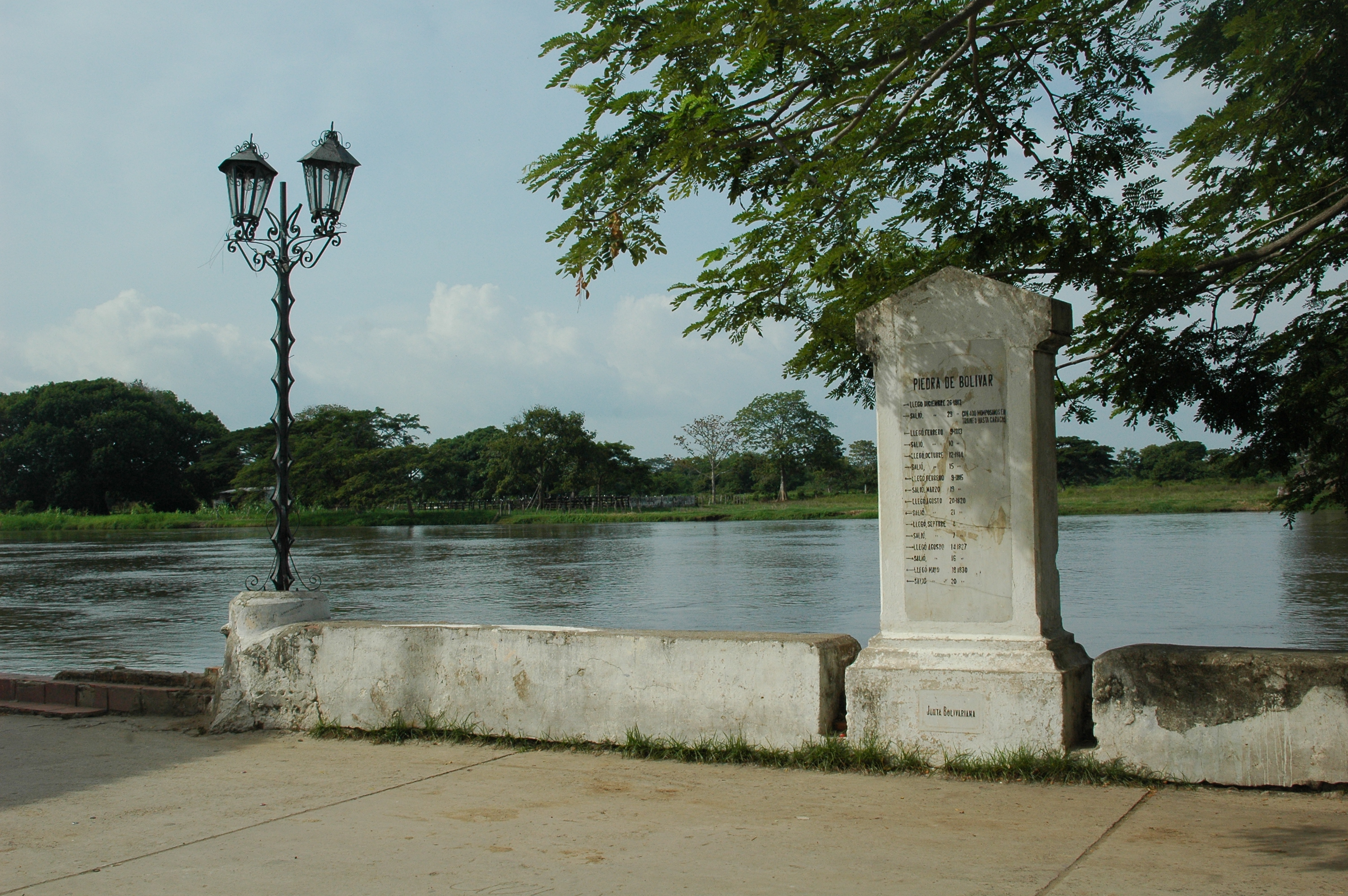
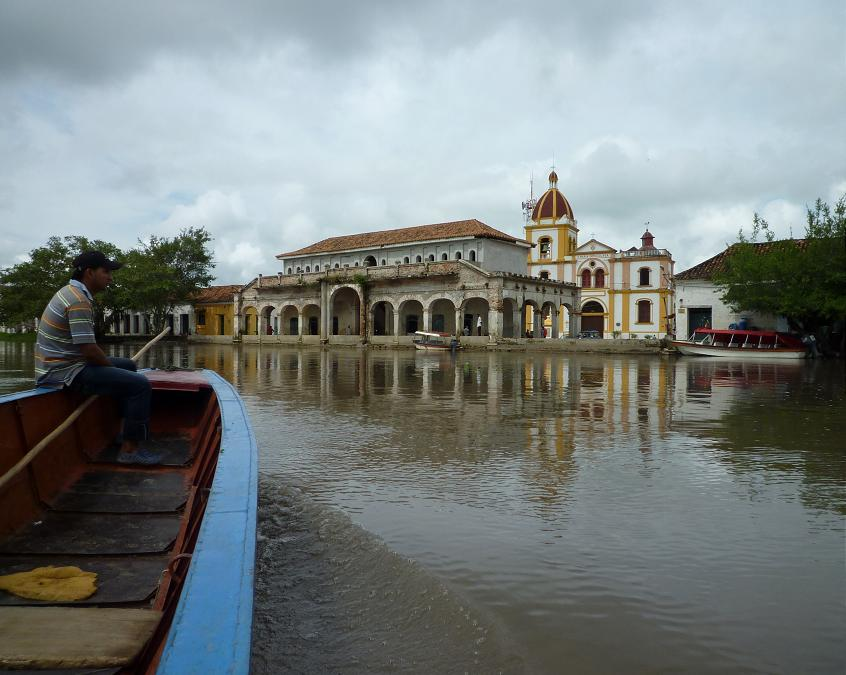
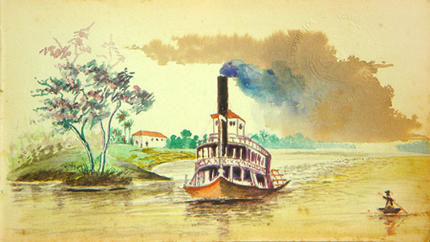

Achí
· Altos del Rosario
· Arenal
· Arjona
· Arroyohondo
· Barranco de Loba
· Brazuelo de Papayal
· Calamar
· Cantagallo
· Cartagena
· Cicuco
· Clemencia
· Córdoba
· El Carmen de Bolívar
· El Guamo
· El Peñón
· Hatillo de Loba
· Magangué
· Mahates
· Margarita
· María La Baja
· Montecristo
· Morales
· Norosí
· Pinillos
· Regidor
· Río Viejo
· San Cristobal
· San Estanislao
· San Fernando
· San Jacinto
· San Jacinto del Cauca
· San Juan Nepomuceno
· San Martín de Loba
· San Pablo
· Santa Catalina
· Santa Cruz de Mompox
· Santa Rosa
· Santa Rosa del Sur
· Simití
· Soplaviento
· Talaigua Nuevo
· Tiquisio
· Turbaco
· Turbaná
· Villanueva
· Zambrano
- Library of Congress Control Number: n84028476
- Nationale Bibliotheek van Israël: 987007557503705171
- Système universitaire de documentation: 169316998
- Virtual International Authority File: 151316175